# Estação Anvers
Anvers é uma estação da linha 2 do Metrô de Paris, localizada no limite do 9.º e do 18.º arrondissements de Paris.

## Localização
A estação está implantada sob o boulevard de Rochechouart. Na direção de Nation, esta é a última estação subterrânea antes da seção elevada da linha.

## História

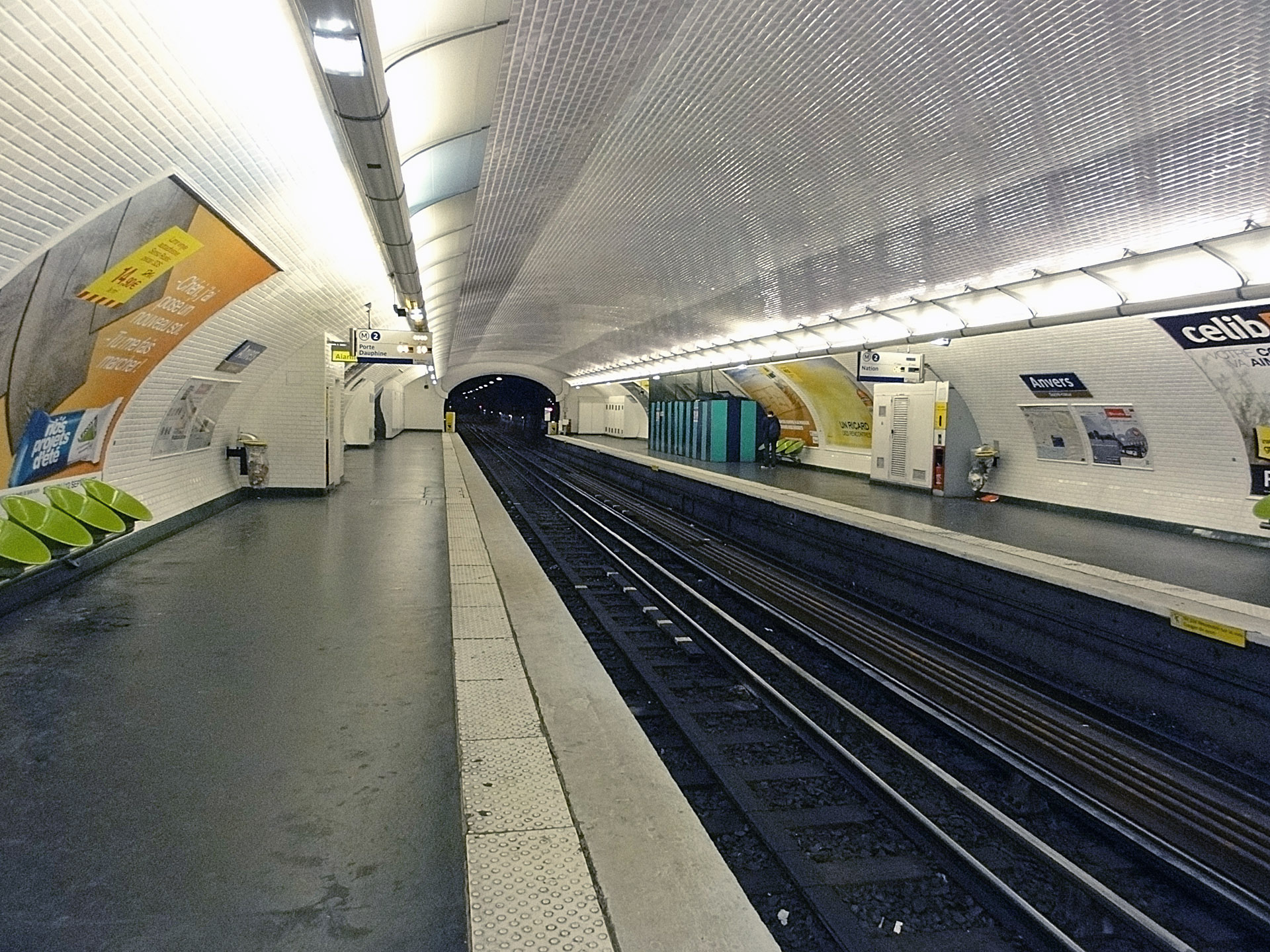
Visão geral das plataformas.

Inaugurada em 7 de outubro de 1902 na linha 2 Nord (atual linha 2), a estação foi terminal provisório da linha depois de Porte Dauphine, durante os poucos meses que precederam a abertura de um novo trecho da linha indo primeiro para Alexandre Dumas, depois para o terminal atual de Nation.
Ela deve sua denominação ao square d'Anvers situado nas proximidades, esse portando o nome da cidade belga de Antuérpia onde as tropas francesas conquistaram uma vitória sobre os Holandeses durante o cerco da cidadela de Antuérpia em 1832. A estação porta como subtítulo Sacré-Coeur, a fim de relembrar sua relativa proximidade com a Basílica de Sacré Cœur de Montmartre.
Da década de 1950 até o final da década de 2000, os pés-direitos foram revestidos de uma cambagem metálica com montantes horizontais azuis e quadros publicitários dourados iluminadas. Antes da sua remoção para renovação da estação como parte do programa "Renouveau du métro" da RATP, foi completado com assentos "coque" característicos do estilo "Motte", de cor amarela.
Em 2011, 6 667 509 passageiros entraram nesta estação. Ela viu entrar 6 888 848 passageiros em 2013, o que a coloca na 44ª posição das estações de metrô por sua frequência.
Em 1 de abril de 2016, metade das placas nominativas nas plataformas da estação foram substituídas pela RATP para fazer um dia da mentira pelo período de um dia, como em doze outras estações. Eles pegaram o nome da estação (sem seu subtítulo), mas foram humoristicamente viradas ao inverso de cabeça para baixo para brincar na homofonia entre "Anvers" e "envers" ("inverso").

## Serviços aos passageiros

### Acesso
Os elementos da entrada projetada por Hector Guimard em 1900 foram inscritos como Monumento histórico pelo decreto de 29 de maio de 1978.

### Plataformas

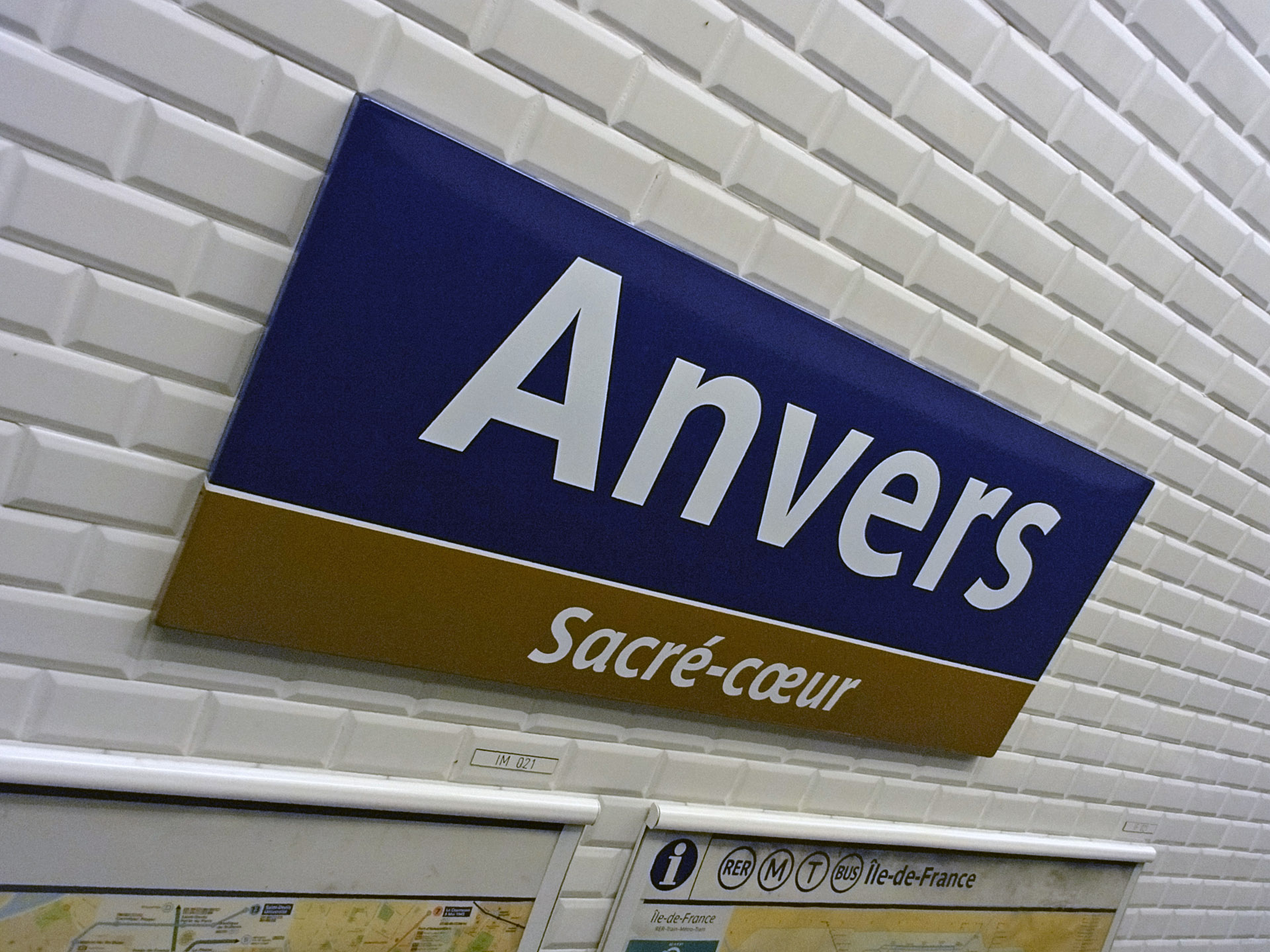
Placa esmaltada indicando o nome da estação, nas plataformas.

Anvers é uma estação de configuração padrão: ela possui duas plataformas laterais separadas pelas vias do metrô e a abóbada é elíptica. A decoração é do estilo utilizado pela maioria das estações de metrô: as faixas de iluminação são brancas e arredondadas no estilo "Gaudin" da renovação do metrô da década de 2000, e as telhas em cerâmica brancas biseladas recobrem os pés-direitos, a abóbada, os tímpanos e as saídas dos corredores.  Os quadros publicitários são em cerâmica brancas e o nome da estação é inscrito na fonte Parisine em placas esmaltadas. Os assentos são de estilo "Akiko" de cor verde.

### Intermodalidade
A estação é servida pelas linhas 30, 54, 85 e pela linha de vocação turística OpenTour da rede de ônibus RATP e, à noite, pelas linhas N01 e N02 da rede Noctilien.
O Funicular de Montmartre é acessível a algumas centenas de metros tomando a rue de Steinkerque.

## Pontos turísticos
- Mercado de pulgas no boulevard de Rochechouart
- Butte Montmartre
- Basílica de Sacré Cœur
- Le Trianon